# Urophora cubana
Urophora cubana
 es una especie de insecto díptero. Dirlbek y Dirlbekova lo describieron científicamente por primera vez en el año 1973.
Esta especie pertenece al género Urophora de la familia Tephritidae.